# 尚可孤
尚 可孤（しょう かこ、生年不詳 - 784年）は、唐代中期の軍人。字は可孤。

## 経歴
尚可孤の祖先は東部鮮卑宇文部の別種で、代々松漠の間に居住していた。可孤は天宝末年に范陽節度使の安禄山に隷属し、後に史思明に仕えた。上元年間に唐に帰順した。左威衛大将軍・右威衛大将軍を歴任し、白水県伯に封じられ、左神策軍大将軍をつとめた。前後の功により太常寺卿に試用された。
魚朝恩が禁軍を統率するようになると、可孤はその武勇を愛されて、魚朝恩の養子となり、魚氏の姓と智徳の名を受けた。禁兵3000を率いて扶風県に駐屯し、後に武功県に移った。魚朝恩が死去すると、可孤は李氏の姓と嘉勲の名を賜った。ときに李希烈の反乱が起こったことから、建中4年（783年）7月に可孤は御史中丞・荊襄応援淮西使を兼ね、もとの姓名の尚可孤にもどされた。部下を率いて山南に赴き、戦功を重ねた。
涇原の兵が反乱を起こすと、詔により可孤の軍は召し出されて藍田県に到着した。反乱軍の勢力が盛んだったため、可孤は七盤に陣営を置き、城柵を修築して駐屯した。仇敬らの反乱軍が来攻すると、可孤はこれを連破し、これにより藍田県を奪回することができた。興元元年（784年）3月、検校工部尚書に転じ、御史大夫・神策京畿渭南商州節度使を兼ねた。4月、仇敬の反乱軍が再び来攻すると、可孤は兵を率いて急襲し、仇敬を捕らえて斬った。進軍して副元帥の李晟と合流して反乱鎮圧の策を決定した。5月、李晟は可孤や駱元光の軍を率いて長安の奪回に向かい、可孤の軍はその先鋒をつとめた。長安が平定されると、可孤は功により検校尚書右僕射に上り、馮翊郡王に封じられた。
可孤は性格が慎み深く落ち着いていて、人々の間にあっても、自分の功績を言い立てるようなことがなかった。反乱鎮圧後には白花亭に陣営を置いて、兵を公平に統御し、その号令は厳しく整然としていた。当時の人はこのため可孤を称賛し、李晟には親しく重んじられた。李懐光が河中府で反乱を起こすと、可孤は軍を率いて諸軍とともに進討した。閏10月、沙苑に宿営したところ、病のため軍中で死去した。司徒の位を追贈された。

## 伝記資料
- 『旧唐書』巻144 列伝第94
- 『新唐書』巻110 列伝第35